# Liste der Bischöfe von Grimsby
Die Liste der Bischöfe von Grimsby stellt die bischöflichen Titelträger der Church of England, der Diözese von Lincoln, in der Province of Canterbury dar. Der Titel wurde nach der Hafenstadt Grimsby benannt.
| Liste der Bischöfe von Grimsby | Liste der Bischöfe von Grimsby | Liste der Bischöfe von Grimsby | Liste der Bischöfe von Grimsby |
| Von                            | Bis                            | Name                           | Anmerkungen                    |
| ------------------------------ | ------------------------------ | ------------------------------ | ------------------------------ |
| 1935                           | 1937                           | Ernest Blackie                 | vorher Bischof von Grantham    |
| 1937                           | 1958                           | Arthur Greaves                 | vorher Bischof von Grantham    |
| 1958                           | 1966                           | Kenneth Healey                 |                                |
| 1966                           | 1979                           | Gerald Colin                   |                                |
| 1979                           | 2000                           | David Tustin                   |                                |
| 2000                           | 2013                           | David Rossdale                 |                                |
| 2014                           | Gegenwart                      | David Court                    |                                |